# Барете
Барете (італ. Barete) — муніципалітет в Італії, у регіоні Абруццо,  провінція Л'Аквіла.
Барете розташоване на відстані близько 95 км на північний схід від Рима, 14 км на північний захід від Л'Акуїли.
Населення — 735 осіб (2014).
Щорічний фестиваль відбувається 15 червня. Покровитель — святий Віт.

## Демографія
Населення за роками:

Станом на 1 січня 2023 року в муніципалітеті офіційно проживало 58 іноземців з 12 країн, серед них 34 громадяни країн Євросоюзу.

## Сусідні муніципалітети
- Каньяно-Амітерно
- Л'Аквіла
- Монтереале
- Піццолі